# Tyreek Duren
Tyreek Duren (Filadelfia, 15 ottobre 1991) è un cestista statunitense.

## Palmarès
- Campionato cipriota: 2

AEK Larnaca: 2014-15, 2017-18
- Coppa di Cipro: 1

AEK Larnaca: 2018